# DCI Banks
DCI Banks est une série télévisée policière britannique en 32 épisodes de 45 minutes (ou seize histoires de 90 minutes), créée d'après les romans policiers de Peter Robinson, et diffusée entre le 27 septembre 2010 et le 5 octobre 2016 sur ITV.
En France, la série est diffusée depuis le 2 novembre 2012 sur Arte. Elle reste inédite dans les autres pays francophones.
La série décrit les enquêtes de l'inspecteur chef (DCI) Alan Banks et de son équipe dans le Yorkshire.

## Synopsis
L'inspecteur chef (DCI) Alan Banks est à la tête d'une équipe des crimes majeurs (Major Crimes) dans le Yorkshire. Il est secondé dans ses enquêtes par la nouvelle sergent (DS) Annie Cabbot, venue de l'Inspection des services (Professional Standards Department).

## Distribution

### Acteurs principaux
- Stephen Tompkinson (en) (VF : Lionel Tua) : Inspecteur chef (DCI) Alan Banks
- Andrea Lowe (en) (VF : Laura Blanc) : Sergent (DS) Annie Cabbot
- Jack Deam (en) (VF : Jérôme Frossard) : Sergent (DS) Ken Blackstone
- Caroline Catz (en) (VF : Ariane Deviègue) : Inspecteur principal (DI) Helen Morton (depuis saison 2)

### Acteurs secondaires
- Tom Shaw : Agent (DC) Kevin Templeton (saison 1)
- Colin Tierney : Superintendent (Ch Supt) Gerry Rydell (saison 1)
- Lorraine Burroughs (VF : Marjorie Frantz) : Sergent (DS) Winsome Jackman (saisons 1 à 2)
- Nick Sidi (en) (VF : Éric Aubrahn) : Superintendent (Ch Supt) Ron McLaughlin (depuis saison 2)
- Danny Rahim (en) : Agent (DC) Tariq Lang (depuis saison 3)

 Source et légende : version française (VF) sur RS Doublage et selon le carton de doublage.

## Production

### Développement
Peter Robinson est l'auteur des romans policiers mettant en scène l'inspecteur chef Alan Banks (en). La saga littéraire née dans les années 1980 a rencontré un vif succès dans de nombreux pays à travers le monde et a reçu plusieurs prix internationaux. Depuis sa création, les lecteurs ne cessent de demander à l'écrivain quand une adaptation télévisée sera produite.
En 2010, la société de production Left Bank Pictures, détentrice des droits d'adaptation, prévient Peter Robinson qu'un projet de série télévisée est en cours. Robert Murphy est chargé d'écrire le scénario de l'épisode pilote.
Le 27 septembre 2010, le pilote de la série intitulé Un beau monstre (Aftermath) est diffusé sur ITV et réalise une bonne audience, attirant près de 6,5 millions de téléspectateurs britanniques. La chaîne décide alors de commander une première saison.
En septembre 2014, ITV commande une quatrième saison pour une diffusion en 2015,.
En décembre 2015, ITV renouvelle la série pour une cinquième saison.

### Casting
L'acteur Stephen Tompkinson (en), plus connu pour ses rôles légers ou comiques, est choisi pour interpréter l'inspecteur chef Banks, ce qui en étonne plus d'un. Peter Robinson, auteur des romans policiers, soutient ce choix, considérant qu'il est plus important d'avoir un acteur qui capte l'essence du personnage, plutôt que quelqu'un qui n'est qu'une copie physique.

« J'ai rencontré Stephen dès le début de la production, et il voulait parler de Banks, apprendre de moi tout ce qu'il pouvait sur le personnage. La profondeur de sa recherche m'a impressionné, et quand je l'ai vu jouer j'ai pensé qu'il incarnait parfaitement Banks. Stephen est plus grand que le Banks de mes livres, et mon Annie est une brune, alors qu'Andrea Lowe (l'actrice qui l'incarne à l'écran) joue une femme blonde. Cela n'a pas d'importance. On ne peut pas obtenir une reproduction exacte. Aucun acteur ne peut satisfaire tout le monde en incarnant un personnage de fiction, mais cela ne veut pas dire qu'il ou elle ne l'incarne pas correctement. »

— Peter Robinson, The Telegraph,
L'actrice Andrea Lowe (en), qui incarne le sergent (DS) Annie Cabbot, est absente de la deuxième saison pour cause de congé maternité. Pour pallier son absence, la série introduit un nouveau personnage, l'inspecteur principal (DI) Helen Morton, joué par Caroline Catz (en).

### Tournage

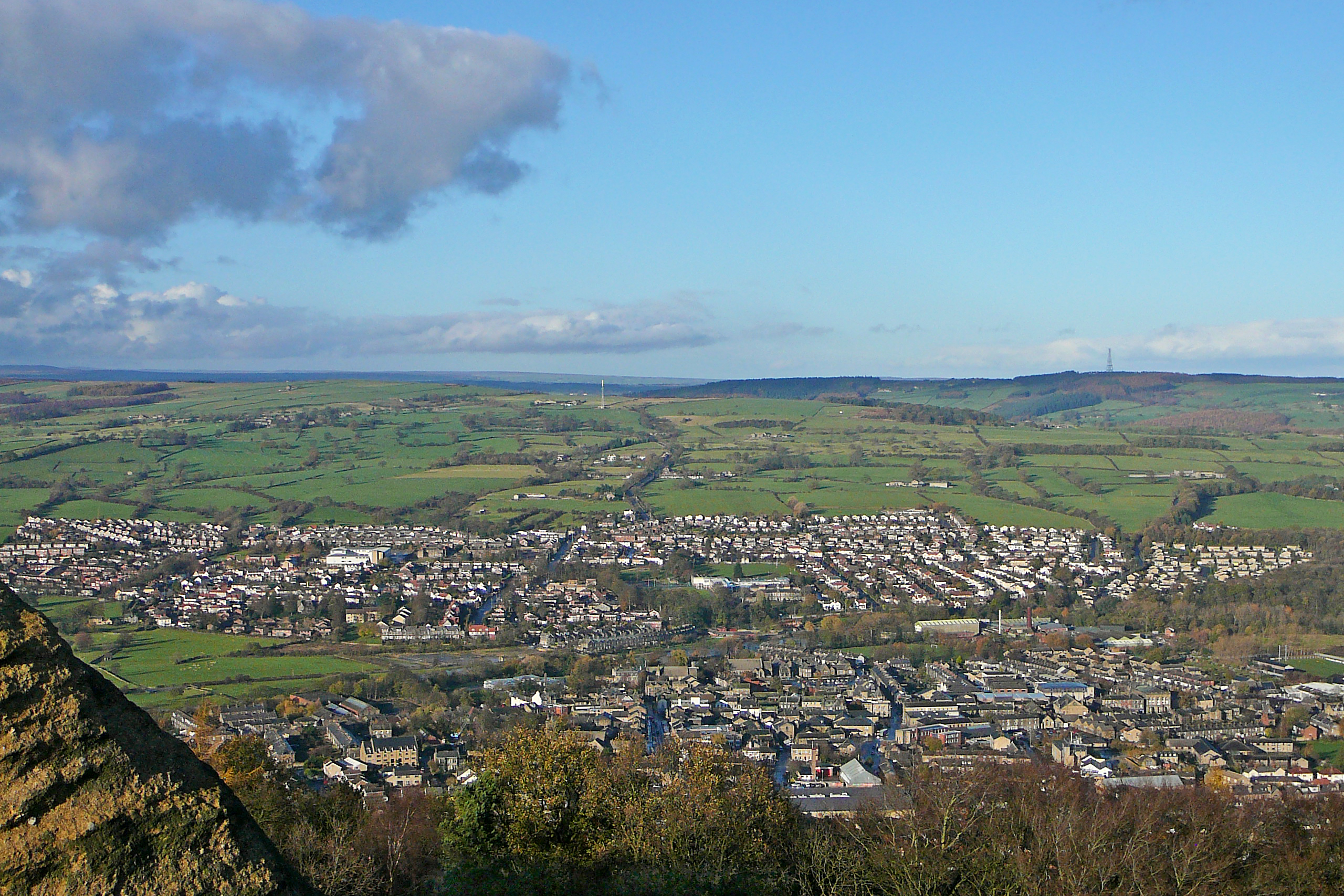
Vue de la ville d'Otley.

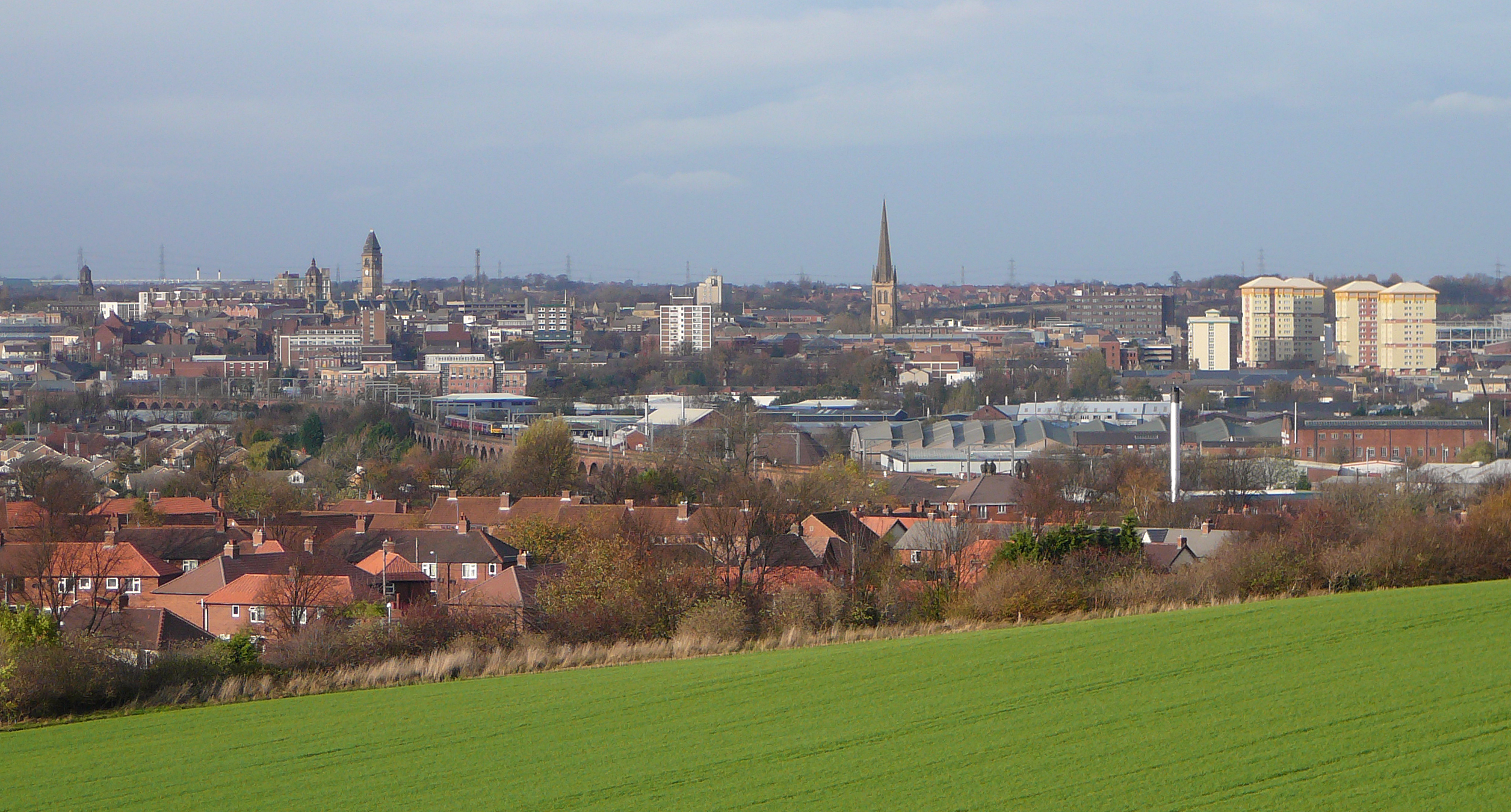
Vue de la ville de Wakefield.

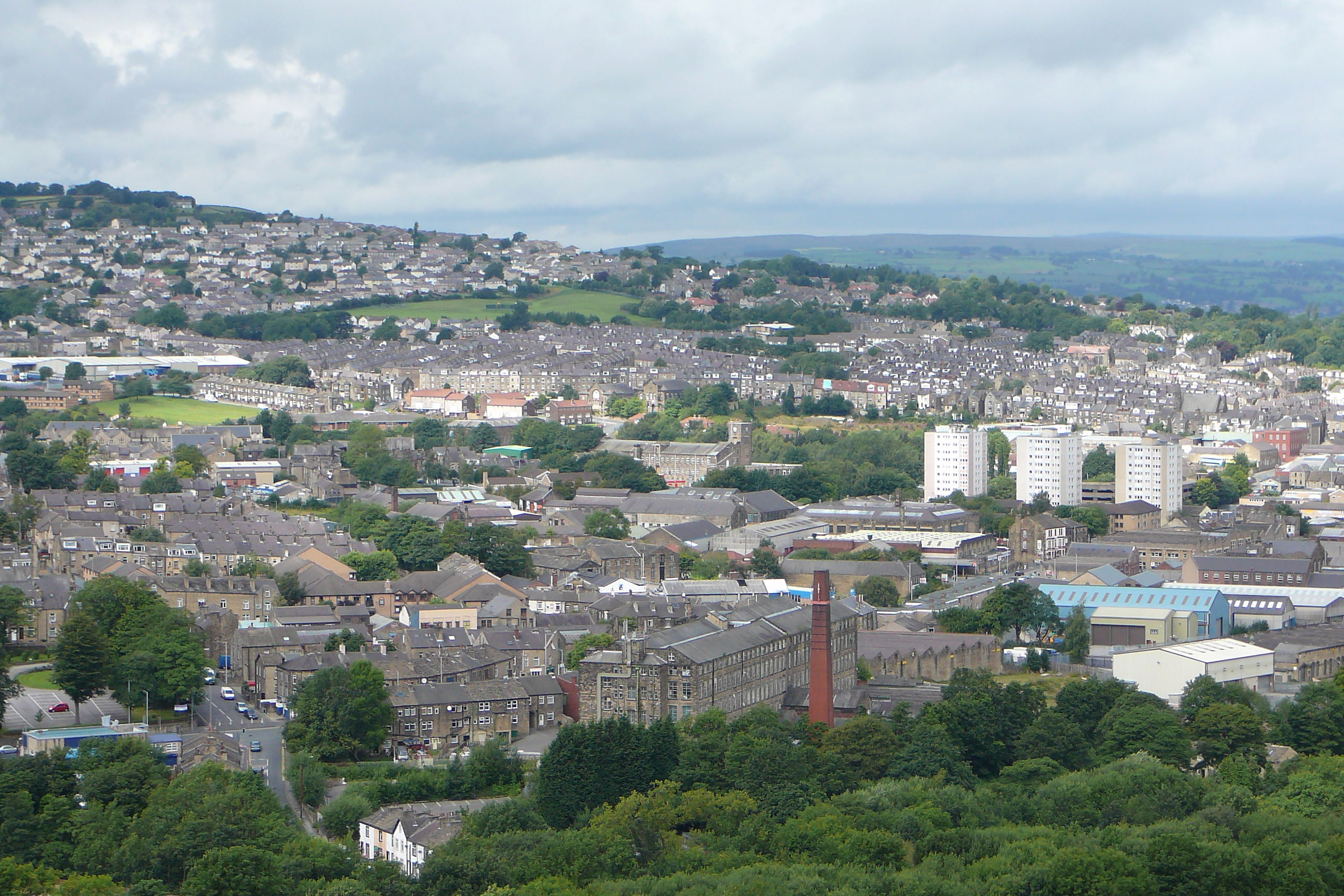
Vue de la ville de Keighley.

La première saison est tournée dans le Yorkshire de l'Ouest, lieu de l'action, notamment dans les villes de Wakefield, Leeds, Ilkley, Otley, Keighley, Hebden Bridge, Brighouse et Ripponden.
Le tournage de la seconde saison débute à la fin mars 2012.
Le tournage de la troisième saison commence en août 2013.
Le tournage de la quatrième saison débute fin septembre 2014 dans le Yorkshire.

### Fiche technique
- Titre original : DCI Banks
- Autres titres francophones : Inspecteur Banks
- Réalisation :
- Scénario : Peter Robinson, Robert Murphy
- D'après : les romans policiers de Peter Robinson
- Décors : Hayden Matthews (saisons 1-2)
- Costumes : Theresa Rymer (saisons 1-2)
- Photographie : Kieran McGuigan (saison 2), Tony Coldwell (saisons 3-4)
- Montage :
- Musique : Nicholas Hooper (pilote), Sheridan Tongue (saisons 1-3)
- Casting : Rosalie Clayton (saison 1), Laura Scott (saison 2)
- Production : Stephen Smallwood (saison 1), Emma Kingsman-Lloyd (saisons 2-3)
- Sociétés de production : Left Bank Pictures
- Sociétés de distribution (télévision) : ITV (Royaume-Uni), Arte (France)
- Budget :
- Pays d'origine :  Royaume-Uni
- Langue originale : Anglais britannique
- Format : couleur
- Genre : Drame, Policier
- Durée : 90 minutes

### Diffusion internationale
- Allemagne : ZDF depuis mai 2013, sous le titre Inspector Banks
- Australie : ABC, depuis mai 2013[11]
- Canada
- Danemark
- Estonie : ETV
- États-Unis : Réseau PBS, depuis janvier 2013[12]
- Finlande : Yle TV1
- France : Arte, depuis le 2 novembre 2012 et France 3, depuis le 31 mai 2020
- Norvège : NRK1
- Suède : SVT

## Épisodes
La série est composée à ce jour de cinq saisons. Au Royaume-Uni, chaque enquête est diffusée en deux épisodes de 45 minutes, généralement à une semaine d'écart. En France et au niveau international, chaque enquête est diffusée dans son intégralité, soit 90 minutes.
Les épisodes des trois premières saisons sont des adaptations des intrigues des romans policiers, alors qu'à partir de la quatrième saison les scénarios sont originaux.
| Saison | Nombre d'épisodes | Diffusion au Royaume-Uni | Diffusion au Royaume-Uni | Diffusion au Royaume-Uni | Diffusion en France | Diffusion en France | Diffusion en France |
| Saison | Nombre d'épisodes | Horaire                  | Début de saison          | Fin de saison            | Horaire             | Début de saison     | Fin de saison       |
| ------ | ----------------- | ------------------------ | ------------------------ | ------------------------ | ------------------- | ------------------- | ------------------- |
| Pilote | 1                 | lundi 21 h               | 27 septembre 2010        | 4 octobre 2010           | vendredi 20 h 50    | 2 novembre 2012     | 2 novembre 2012     |
| 1      | 3                 | vendredi 21 h            | 16 septembre 2011        | 21 octobre 2011          | jeudi 20 h 50       | 9 janvier 2014      | 23 janvier 2014     |
| 2      | 3                 | mercredi 21 h            | 10 octobre 2012          | 8 novembre 2012          | vendredi 20 h 50    | 3 avril 2015        | 17 avril 2015       |
| 3      | 3                 | lundi 21 h               | 3 février 2014           | 10 mars 2014             | vendredi 20 h 50    | 21 octobre 2016     | inconnue            |
| 4      | 3                 | mercredi 21 h            | 4 mars 2015              | 8 avril 2015             | dimanche 21 h 5     | 31 mai 2020         | 7 juin 2020         |
| 5      | 3                 | mercredi 21 h            | 31 août 2016             | 5 octobre 2016           | dimanche 21 h 5     | 7 juin 2020         | 14 juin 2020        |

### Pilote (2010)
1. Un beau monstre (Aftermath)

### Première saison (2011)
1. Ne jouez pas avec le feu (Playing with Fire)
2. L'amie du diable (Friend of the Devil)
3. Froid comme la tombe (Cold is the Grave)

### Deuxième saison (2012)
1. Une étrange affaire (Strange Affair)
2. Tous comptes faits (Dry Bones That Dream)
3. Un goût de brouillard et de cendres (Innocent graves)

### Troisième saison (2014)
1. Enfants perdus (Wednesday's Child)
2. Le coup au cœur (Piece of My Heart)
3. Mauvais garçon (Bad Boy)

### Quatrième saison (2015)
1. Ce qui restera de nous (What Will Survive)
2. Secret enfouis (Buried)
3. Réparer ses erreurs (Ghosts)

### Cinquième saison (2016)
1. Je te porterai dans mon sang (To Burn in Every Drop of Blood)
2. Philanthropie (A Little Bit of Heart)
3. À contre-courant (Undertow)

## Univers de la série

### Les personnages
L'inspecteur chef (DCI) Alan Banks est à la tête d'une équipe des crimes majeurs (Major Crimes) dans le Yorkshire. Il est tout d'abord secondé dans ses enquêtes par une jeune et jolie nouvelle recrue : le sergent (DS) Annie Cabbot, venue de l'Inspection des services (Professional Standards Department). Les deux policiers sont à deux doigts d'entamer une relation intime mais Annie tombe dans les bras d'un autre homme.
Dans la seconde saison, enceinte, Annie Cabbot est obligée de partir en congé maternité. Elle est remplacée par l'inspecteur principal (DI) Helen Morton, dont la première enquête a comme suspect principal nul autre qu'Alan Banks.

## Accueil

### Réception critique
La série obtient une note de 7,5/10 sur IMDb, basée sur 1 381 votes.
Pour Christine Ferniot, de Télérama, « Stephen Tompkinson ne fait qu'un avec l'inspecteur Banks ». Son visage transmet sa moindre pensée : doute, empathie, colère... La série est un bon polar noir et rythmé, qui arrive à « saisir la tristesse des paysages ».
Pour Marie Moglia, de Le Monde, c'est une « série glaçante mais fascinante », qui dépeint le genre humain avec noirceur. Le duo d'enquêteurs est attachant avec un Stephen Tompkinson remarquable. Petit bémol, les intrigues ne dévoilent pas « la profondeur des deux personnages principaux ».

### Récompense
- Royal Television Society Yorkshire Programme Awards 2013 : Meilleure série dramatique[16]

## Produits dérivés

### Sorties en DVD et Blu-ray
Au Royaume-Uni
- DCI Banks, saison 1 et pilote (2 DVD), paru le 31 octobre 2011
- DCI Banks, saison 2 (2 DVD), paru le 19 novembre 2012
- DCI Banks, saison 3 (2 DVD), paru le 30 mars 2015

## Sources
- (en) Cet article est partiellement ou en totalité issu de l’article de Wikipédia en anglais intitulé « DCI Banks » (voir la liste des auteurs).